# Marko Radulovic (Basketballspieler)
Marko Radulovic (* 14. April 1980 in Laupheim) ist ein ehemaliger deutscher Basketballspieler. Er war Juniorennationalspieler.

## Laufbahn
Radulovic spielte für den SV Oberelchingen, ehe er im Laufe der Saison 1998/99 zum Bundesligisten BBC Bayreuth wechselte, für den er sieben Punktspiele bestritt und im Mittel zwei Zähler je Begegnung erzielte.
Im Spieljahr 1999/2000 stand er in Diensten eines weiteren Bundesligisten, TTL Bamberg. In 20 Erstligaeinsätzen erzielte er im Schnitt 1,3 Punkte für die Mannschaft. Radulovic kehrte zur Saison 2000/01 nach Oberelchingen zurück und verstärkte das Zweitligaaufgebot, von 2001 bis 2003 stand er dann in Diensten des 1. FC Kaiserslautern.
Es folgten mit Lich (2003), BG Hagen (2004), Bayern München (2005) und den Hertener Löwen (2005/06) weitere Zweitligastationen, im Spieljahr 2006/07 spielte er abermals in Kaiserslautern, wiederum in der 2. Bundesliga.
2007 wechselte der 1,88 Meter große Aufbauspieler zum ETB Essen und stieg mit dem Verein im ersten Jahr von der 2. Bundesliga ProB in die 2. Bundesliga ProA auf. Er blieb bis 2009 in Essen. 2009/10 verstärkte er die Würzburg Baskets in der 2. Bundesliga ProB, der letzte Halt seiner Leistungsbasketballkarriere war TV Konstanz (Saison 2010/11), ebenfalls ProB.
Von 2011 bis 2014 war Radulovic Cheftrainer in Konstanz. 2012 führte er die Mannschaft zum Meistertitel in der Regionalliga Südwest und damit zum Aufstieg in die 2. Bundesliga ProB. 2013 folgte der ProB-Abstieg.